# Holger Hanselka
Holger Hanselka (Oldemburgo, 4 de novembro de 1961) é um engenheiro mecânico alemão. É reitor do Instituto de Tecnologia de Karlsruhe.

## Vida
Hanselka estudou engenharia mecânica na Universidade Técnica de Clausthal. Após a graduação foi wissenschaftlicher Mitarbeiter em 1988 no Centro Aeroespacial Alemão (DLR). Em 1992 obteve um doutorado na Universidade Técnica de Clausthal, trabalhando depois no DLR em diversos projetos de pesquisa com o tema adaptrônica. Além disso fundou durante este tempo diversas empresas.
Em 1997 tornou-se professor da Universidade de Magdeburgo na cátedra de adaptrônica. Quatro anos depois, em 2001,  foi para a Universidade Técnica de Darmstadt. Paralelamente foi diretor do Instituto Fraunhofer de Durabilidade Estrutural e Confiabilidade de Sistemas (Fraunhofer LBF). A partir de outubro de 2006 foi membro do conselho da Fraunhofer-Gesellschaft. Em 2011 foi vice-reitor da Universidade Técnica de Darmstadt.
Em outubro de 2013 Hanselka foi para o Instituto de Tecnologia de Karlsruhe (KIT), onde é desde então reitor. Paralelamente é vice-presidente da seção de pesquisas energéticas da Sociedade Helmholtz dos Centros de Pesquisa da Alemanha.
Hanselka é casado e tem três filhos.